# Biała Rawska (gemeente)

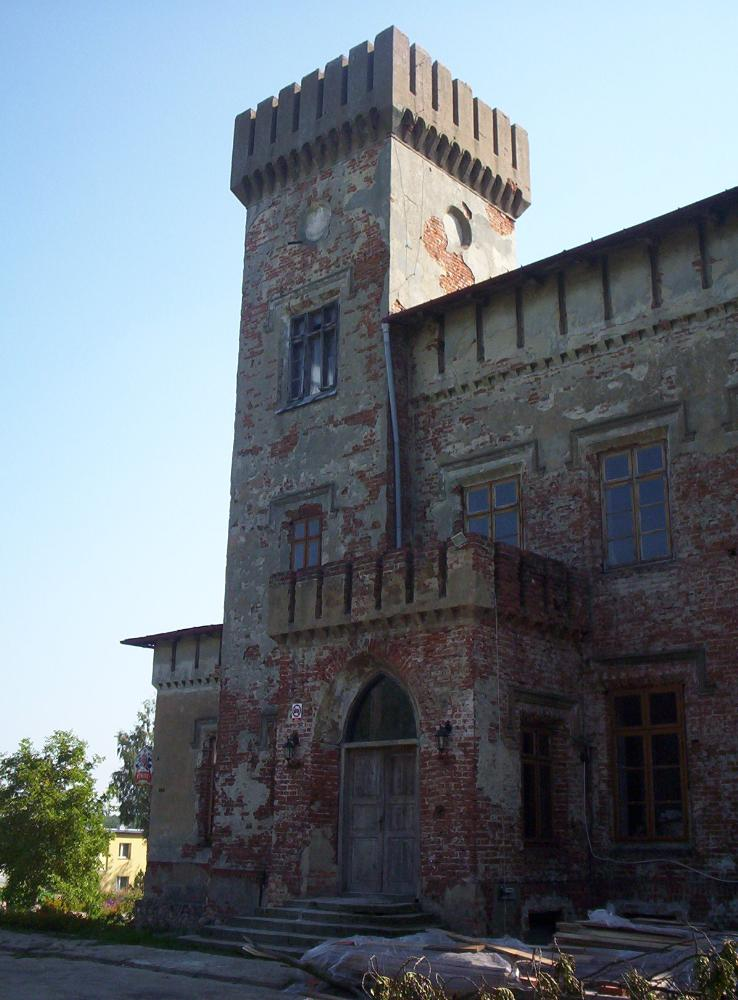
Paleis

De gemeente Biała Rawska is een stad- en landgemeente in de Poolse woiwodschap Łódź, in powiat Rawski.
De zetel van de gemeente is in miasto Biała Rawska.
Op 30 juni 2004 telde de gemeente 11 603 inwoners.

## Oppervlakte gegevens
De gemeente Biała Rawska beslaat 208,41 km², dat is 32,23% van de totale oppervlakte van powiat Rawski.
In 2002 bedroeg de totale oppervlakte van gemeente Biała Rawska 208,41 km², waarvan:
- agrarisch gebied: 85%
- bossen: 9%

## Demografie
Stand op 30 juni 2004:
| Omschrijving                   | Totaal | Totaal | Vrouwen | Vrouwen | Mannen | Mannen |
| ------------------------------ | ------ | ------ | ------- | ------- | ------ | ------ |
| eenheid                        | aantal | %      | aantal  | %       | aantal | %      |
| inwoners                       | 11 603 | 100    | 5804    | 50      | 5799   | 50     |
| bevolkingsdichtheid (inw./km²) | 55,7   | 55,7   | 27,8    | 27,8    | 27,8   | 27,8   |

In 2002 bedroeg het gemiddelde inkomen per inwoner 1285,74 zł.

## Plaatsen
Biała Rawska bestaat uit 1 stad, 58 plaatsen (dorpen), waarvan 54 de status sołectwo.
Biała Rawska - stad, gemeente zetel
Dorpen:
Aleksandrów
Antoninów
Babsk
Biała Wieś
Białogórne
Błażejewice
Bronisławów
Byki
Chodnów
Chrząszczew
Chrząszczewek
Dańków
Franklin
Franopol
Galiny
Gołyń
Gośliny
Grzymkowice
Janów
Jelitów
Józefów
Konstantynów
Koprzywna
Krukówka
Lesiew
Marchaty
Marianów
Narty
Niemirowice
Orla Góra
Ossa
Pachy
Pągów
Podlesie
Podsędkowice
Porady Górne
Przyłuski
Rokszyce
Rosławowice
Rzeczków
Słupce
Stanisławów
Stara Wieś
Studzianek
Szczuki
Szwejki Małe
Teodozjów
Teresin
Tuniki
Wilcze Piętki
Wola-Chojnata
Wólka Babska
Wólka Lesiewska
Zakrzew
Zofianów
Zofiów
Żurawia
Żurawka

## Aangrenzende gemeenten
Błędów, Kowiesy, Mszczonów, Nowy Kawęczyn, Rawa Mazowiecka, Regnów, Sadkowice